# United States Army Europe and Africa
Die United States Army Europe and Africa (ehemals Seventh United States Army (deutsch 7. US-Armee) beziehungsweise US Army Europe (engl. US Army, Europe & Seventh Army; Abkürzung: USAREUR)) ist ein Großverband der United States Army und die Landkomponente des United States European Command, dessen militärischer Verantwortungsbereich (Area of Responsibility) Europa und die Nachfolgestaaten der Sowjetunion einschließlich Russlands sowie Afrika umfasst.

## Geschichte

### Zweiter Weltkrieg

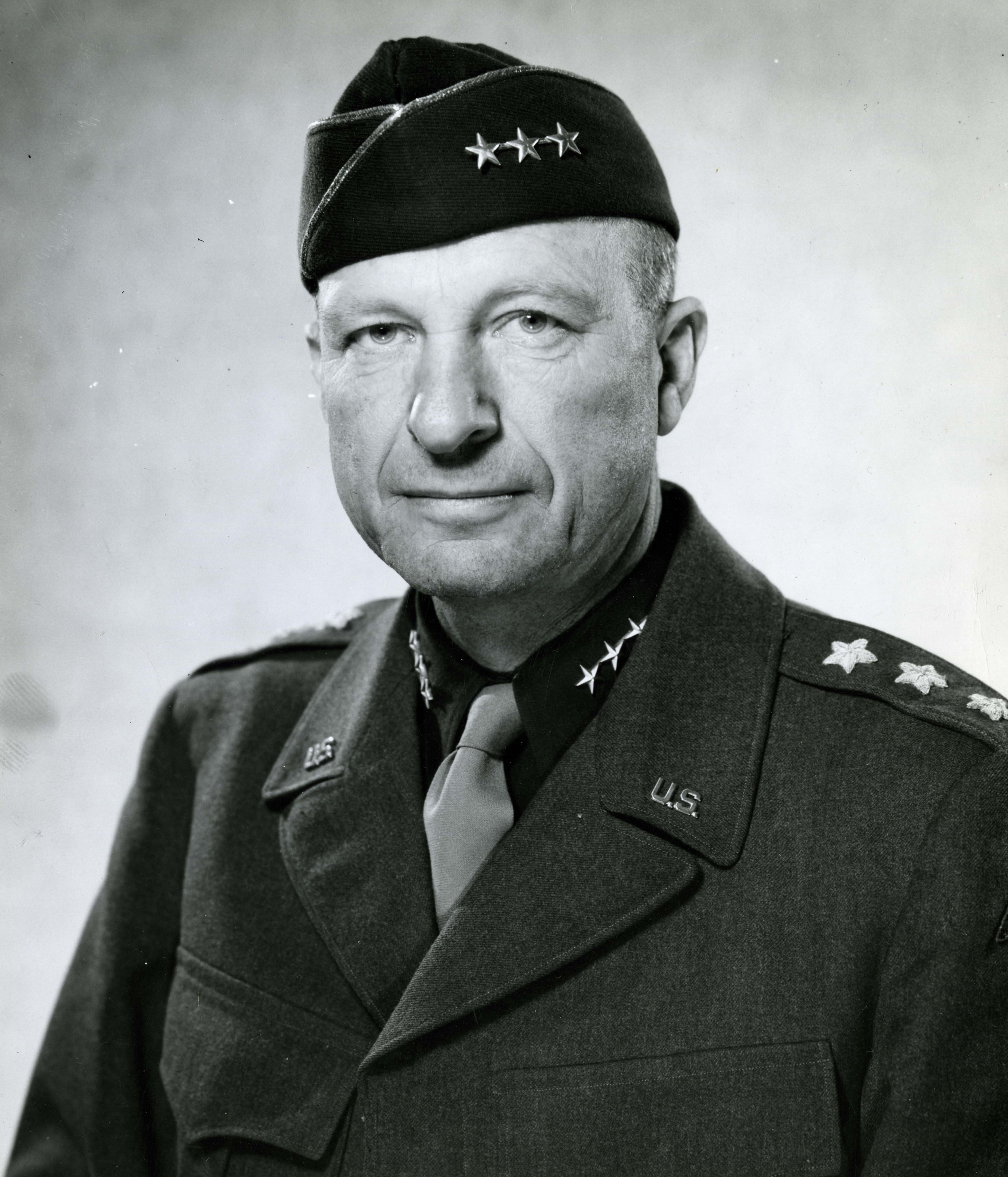
Lieutenant General Alexander M. Patch

Die 7th US Army wurde am 10. Juli 1943 aufgestellt. Die Armee ging aus dem I. US Tank Corps hervor und wurde aufgestellt, um das Kommando über die US-Truppen während der Operation Husky, der alliierten Landung auf Sizilien, zu übernehmen. Während dieses Einsatzes war Lieutenant General George S. Patton der Kommandierende General. Patton übernahm das Kommando offiziell an Bord der USS Monrovia (APA-31). Daher auch das Motto des Verbandes: „Born at sea, baptized in blood.“ (dt. Geboren auf See, getauft in Blut.) Später ergänzt durch: „… crowned with glory“ (dt. gekrönt mit Ruhm).
Auf Sizilien landete die 7th US Army während der Operation Husky am Golf von Gela, auf der linken Flanke der alliierten Streitkräfte. Eingeplant war sie hier als Schutz für die britische 8th Army unter General Bernard Montgomery, jedoch spielte sie eine gewichtigere Rolle, da der Hauptteil Siziliens und die Stadt Messina von amerikanischen Truppen befreit wurde.
Das Kommando übernahm nun Alexander M. Patch, und die 7th US Army wurde von der Front abgezogen und der 6. US-Armeegruppe angegliedert. Der nächste Einsatz war die Invasion Südfrankreichs (Operation Dragoon auch Operation Anvil) am 15. August 1944. Die Operation war geplant, um General Dwight D. Eisenhowers Landung in der Normandie zu unterstützen bzw. deutsche Kräfte im Süden zu binden. Jedoch gelang der Durchbruch in der Normandie, bevor die Operation Dragoon abgeschlossen war. Diese Operation war umstritten, da sie die US-amerikanischen Truppen in Italien schwächte. Als amphibische Operation war sie ein Erfolg. Drei Divisionen der 7th US Army gingen an Land, gefolgt von weiteren US-Truppen und der französischen 1e Armée unter General Lattre de Tassigny. Einem schnellen Vormarsch durch ganz Südfrankreich folgten harte Kämpfe im Elsass und in Lothringen während des Winters 1944/45. Im Rahmen der Operation Undertone folgte im März 1945 der Vormarsch durch das Saarland und die Pfalz Richtung Worms. Am 26. März 1945 überquerte die 7th US Army den Rhein und drang weiter nach Süddeutschland vor. In der Karwoche nahm die Division an der heftigen Schlacht um Aschaffenburg teil. An der Neckar-Enz-Stellung stieß sie auf Widerstand seitens der Wehrmacht, der kurz vor dem Kriegsende in Württemberg noch einige Kampfhandlungen erforderte. Nach der Durchquerung der nördlichen Gebiete Badens und Württembergs wurde Bayern besetzt. Am 20. April hatte die 7th US Army Nürnberg erobert, am 29. April befreite ein Bataillon der 7th US Army das KZ Dachau und besetzte einen Tag später München. Wenig später erreichten Soldaten der 7th US Army Hitlers Alpenresidenz, den Obersalzberg.

### Nach dem Zweiten Weltkrieg
Nach dem Ende des Zweiten Weltkrieges in Europa am 8. Mai 1945 war das Hauptquartier der US-Truppen auf dem europäischen Kriegsschauplatz (European Theater of Operations; ETO) in Paris stationiert. Zwei Monate später, am 1. Juli 1945, wurde das Hauptquartier umbenannt in US Forces, European Theater (USFET).
Die 7th US Army existierte nach dem Krieg nicht lange. Zusammen mit der 3. US-Armee kommandierte sie die US-Besatzungstruppen bis zum März 1946. Danach wurde sie aufgelöst und ihre Aufgaben von der 3rd US Army übernommen, die ihrerseits 1947 aus Deutschland abgezogen wurde.
Am 15. März 1947 wurde aus den USFET das US-Oberkommando für Europa (European Command EUCOM – nicht zu verwechseln mit dem späteren US European Command), dies war ein teilstreitkräfteübergreifendes Oberkommando mit folgenden Komponenten:
- European Command
  - US Naval Forces Europe
  - US Air Forces in Europe
  - US Forces Austria (USFA)
  - US Ground and Service Forces der US Army
    - US Constabulary
    - 1. Militärdistrikt
    - 2. Militärdistrikt
    - American Graves Registration
    - Command, European Area
    - Bremerhaven Port of Embarkation
    - Headquarters Command

Ein halbes Jahr später, am 15. November 1947, wurde aus den US Ground and Services Forces die US Army Europe (USAREUR) gebildet. Diese war ein Konstrukt unter dem European Command (EUCOM), das nur auf dem Papier existierte, um die US-Bodentruppen in Europa und deren Verwaltung unter einen Kommandeur stellen zu können. Da der Kommandeur der USAREUR zugleich Kommandeur des EUCOM war, übernahmen zumeist das EUCOM-Stabspersonal die Aufgaben des USAUREUR-Stabes.
Durch die Vereinigung der britischen und US-amerikanischen Besatzungszone zur Bizone am 1. Januar 1947 und dem Anschluss der französischen Zone im Frühjahr 1948 wurde das EUCOM-Hauptquartier von Frankfurt am Main nach Heidelberg verlegt, um in Frankfurt Platz für die neuen Verwaltungsstrukturen zu machen. Um in Heidelberg wiederum Platz für das EUCOM-Hauptquartier zu machen, wurde die US Constabulary nach Stuttgart verlegt.
Infolge des laufenden Koreakrieges und der Truppenverstärkungen in Europa reaktivierte das EUCOM unter General Thomas T. Handy am 24. November 1950 die 7th US Army und stellte ihr Hauptquartier in Stuttgart auf. Der neue Armeestab übernahm von der US Army Europe das Kommando über alle US-Army-Einheiten und deren Verwaltungen. Ihm waren jedoch immer noch keine Truppen unterstellt.
Am 1. August 1952 wurde ein neues US-Regionalkommando für Europa aufgestellt, das US European Command (USEUCOM) mit Hauptquartier in Frankfurt am Main. Zugleich wurde das EUCOM-Hauptquartier in Heidelberg umbenannt in Hauptquartier US Army Europe. USAREUR übernahm damit die meisten Aufgaben des vorherigen EUCOM sowie dessen Stabspersonal. Seitdem ist der Kommandeur der 7th US Army auch Kommandeur der US Army Europe. Das US European Command übernahm das Kommando über alle US-Truppen in Europa mit Ausnahme derer in Berlin, Triest und Österreich. Die US Army Europe wurde das administrative Kommando für alle Truppen der US Army im USEUCOM-Bereich, hier mit Ausnahme von Triest und Österreich. Seit über einem Jahrzehnt war die Seventh Army auch Gastgeber und Mitarbeiter des von dem Dirigenten Samuel Adler gegründeten Seventh Army Symphony Orchestra zur Unterstützung der Kulturdiplomatie (Völkerverständigung) der US-Armee in ganz Deutschland und Europa während des Kalten Krieges (1952–1962).
Seitdem hatte der Kommandeur der USAREUR das Kommando über alle US-Truppen in Deutschland und war in dieser Funktion auch primäres Verbindungsglied des USEUCOM-Kommandeurs zur deutschen Regierung und dem Büro des Hohen Kommissars für Deutschland.
Im Oktober 1955 zogen die letzten US-Truppen aus Österreich ab und die US Army Southern European Task Force (USASETAF) mit Sitz in Vicenza in Italien wurden dem USEUCOM unterstellt. Kurze Zeit später, am 1. Januar 1956, wurde USASETAF der US Army Europe unterstellt.
Nach der Gründung der NATO 1949 stellte die USAREUR 1952 einen Planungsstab für die Aufstellung einer Heeresgruppe für Mitteleuropa zusammen. Als die Central Army Group (CENTAG) am 1. Oktober 1960 aktiviert wurde, übernahm der Kommandeur der USAREUR zusätzlich diesen Posten in der NATO-Kommandostruktur. Die 7th US Army mit dem V. und VII. US Corps stellte den US-amerikanischen Teil der CENTAG.
Nach der Errichtung der Berliner Mauer im August 1961 wurden verschiedene Einheiten unter das Kommando der 7th US Army gestellt, bis sie im Juni 1962 mit 277.342 Soldaten ihre höchste Mannstärke erreichte. Für die meiste Zeit des Kalten Krieges bestand die 7th US Army aus zwei Korps, dem V. und VII. US Corps.
Am 1. Dezember 1966 wurden die Hauptquartiere der 7th US Army und der US Army Europe endgültig miteinander verschmolzen, in Heidelberg angesiedelt und in Hauptquartier US Army, Europe and Seventh Army umbenannt.
Es wurden regelmäßige Übungen abgehalten, um die Einheiten auf einen möglichen Angriff des Warschauer Pakts vorzubereiten. Dies beinhaltete auch die Großübung Return of Forces to Germany (REFORGER), die einmal oder mehrmals im Jahr stattfand. 1967 wurde die 7th US Army mit der US Army Europe zusammengelegt und ihr Hauptquartier nach Heidelberg in die Campbell Barracks verlegt.
Der Vietnamkrieg hatte relativ geringe Auswirkungen auf die US-Truppen in Europa. Um die Front am Eisernen Vorhang halten zu können, wurden nur wenige in Europa stationierte Kräfte abgezogen und in Vietnam eingesetzt.
Nach dem Ende des Kalten Krieges wurden die US-Truppen in Deutschland stark reduziert. Bevor diese Truppenreduktion jedoch zum Tragen kam, musste noch der Zweite Golfkrieg gegen den Irak geführt werden. Die 7th US Army war mit dem ihr unterstehenden VII. US Corps an den Operationen Desert Shield/Storm beteiligt. Das Korps führte die Panzerangriffe auf die irakischen Kräfte. Danach kehrte es jedoch nicht nach Deutschland zurück, sondern kam gleich in die Vereinigten Staaten, um dort aufgelöst zu werden. Damit verblieb nur das V. US Corps als Großverband unter der 7th US Army. Dies blieb auch so während der Jugoslawienkriege und der US-Einsätze in Bosnien und Herzegowina und dem Kosovo. Die einzige Reorganisation war 1996 die erneute Aufstellung der 173rd US Airborne Brigade in Italien.

### 21. Jahrhundert
Die Anschläge des 11. September hatten keine direkten Auswirkungen auf die 7th US Army, die Operation Iraqi Freedom im Jahre 2003 schon. Seit 2004 sind alle Einheiten im Wechsel mitunter im Irak eingesetzt.
Die Transformationpläne der US Army sehen die Verlegung der größeren Einheiten der 7th US Army in die Vereinigten Staaten vor, darunter die 1. US-Panzerdivision. Das V. US-Korps soll aufgelöst werden und dessen Einheiten größtenteils in das I., III. und XVIII. US Corps integriert werden. Die 7th US Army und die US Army Europe sollen ein Verbund bleiben, die Hauptquartiere der US Army Europe und des V. US Corps werden zusammengelegt und dann das neue Hauptquartier US Army Europe und Task Force 5 bilden. Wenn diese Veränderungen wie geplant durchgeführt werden, bestehen die US-Truppen in Europa aus dem Hauptquartier US Army Europe und Task Force 5, Flug- und Kampfunterstützungseinheiten und drei Manöverbrigaden: dem 2nd US Cavalry Regiment in Grafenwöhr, der 173rd US Airborne Brigade in Italien und der Eastern Europe Task Force, welche wahrscheinlich in Bulgarien und Rumänien stationiert wird.
Im Dezember 2007 gab die US Army durch ihren stellvertretenden Chief of Staff of the Army (Generalstabschef) General Richard A. Cody bekannt, den Truppenabzug verlangsamen zu wollen. Bis 2013 sollen mindestens 37.000 Heeressoldaten in Deutschland und Italien verbleiben.
Ab dem Jahr 2011 begann die US-Army Europe jährlich im Februar das Manöver Saber Strike abzuhalten.
Im Juni 2012 verlegte die US Army ihr Hauptquartier in Europa von Heidelberg nach Wiesbaden (Shali Center). Das V. US Army Corps wurde bereits im Frühjahr 2011 zum Wiesbaden Army Airfield verlegt und das Hauptquartier des V. Corps offiziell am 12. August 2011 nach Wiesbaden verlegt.
Am 6. September 2013 wurden die Campbell Barracks in Heidelberg von der US-Armee geschlossen und der Umzug der USAREUR in das neue Hauptquartier nach Wiesbaden-Erbenheim damit offiziell abgeschlossen. 2013 war auch das Jahr, in dem die USA ihre letzten in Europa dauerstationierten Panzerdivisionen abzogen oder auflösten.
Am 20. November 2020 wurde die United States Army Europa (USAREUR) mit der United States Army Africa (USARAF), nicht zu verwechseln mit dem United States Africa Command der ein Unified Combatant Command ist, zusammengelegt.
Anlässlich des 75. Jahrestages der Befreiung Bayerns und des Konzentrationslagers Dachau durch Kräfte der 7. US-Armee verlieh der bayerische Ministerpräsident Markus Söder der USAREUR das Fahnenband des Bayerischen Ministerpräsidenten als Zeichen des Dankes für 75 Jahre Frieden und Freiheit. Die Verleihungszeremonie fand bedingt durch die Covid-19-Pandemie erst am 25. Oktober 2021 statt.

## Organisation

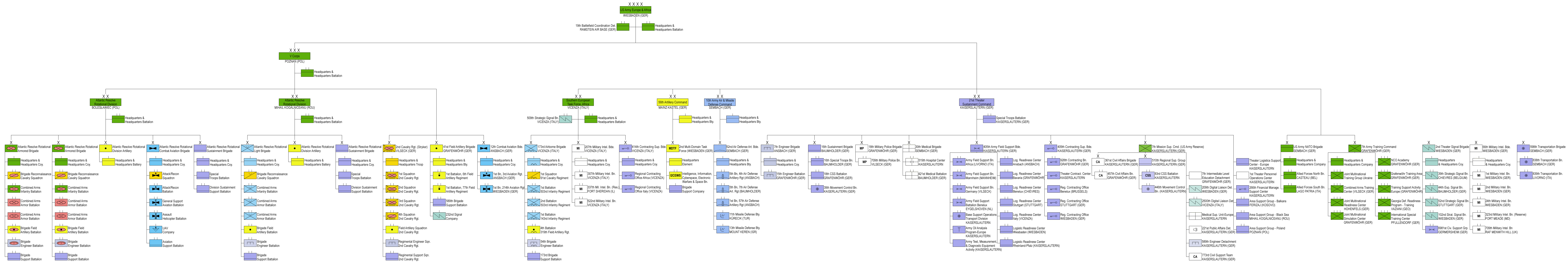
US Army Europe / Seventh Army Organisation 2023

Der Begriff „Seventh Army“, seit 2006 offiziell nicht mehr verwendet, bestand im Jahr 2018 aus zwei Kampfbrigaden und zahlreichen Unterstützungseinheiten. Die beiden schweren Brigaden, 170th Infantry und 172th Infantry, wurden aufgelöst. Noch zu Zeiten des Kalten Krieges unterstanden ihr zwei Korps mit je drei Divisionen.
- U.S. Army Europe and Africa, in Wiesbaden
  - V Corps, in Poznań, Polen
    - Atlantic Resolve rotational units:
      - Rotational Light Division, am Flughafen Mihail Kogălniceanu, Rumänien
        - 1× Rotational Infantry Brigade Combat Team
        - 1× Rotational Sustainment Brigade

      - Rotational Armor Division, in Bolesławiec, Polen
        - 2× Rotational Armor Brigade Combat Teams
        - 1× Rotational Combat Aviation Brigade
        - 1× Rotational Sustainment Brigade

    - 2nd Cavalry Regiment, in Vilseck
    - 41st Field Artillery Brigade, in Grafenwöhr
      - 1st Battalion, 6th Field Artillery Regiment
      - 77th Field Artillery Regiment
      - 589th Brigade Support Battalion

    - 12th Combat Aviation Brigade, in Ansbach
      - 1st Battalion, 3rd Aviation Regiment (Attack Reconnaissance), am Illesheim Army Airfield
      - 1st Battalion, 214th Aviation Regiment (General Aviation Support), am Katterbach Army Airfield

    - NATO Enhanced Forward Presence (eFP) Poland

  - Southern European Task Force, Africa, in Vicenza, Italien
    - 173rd Airborne Brigade Combat Team, in Vicenza, Italien
    - 207th Military Intelligence Brigade, Theater, in Vicenza, Italien
    - 414th Contracting Support Brigade, in Vicenza, Italien
    - 509th Strategic Signal Battalion, in Vicenza, Italien

  - 56th Artillery Command, in Mainz-Kastel
    - 2nd Multi-Domain Task Force, in Mainz-Kastel

  - 10th Army Air and Missile Defense Command, in Sembach
    - 52nd Air Defense Artillery Brigade, in Sembach
      - 5th Battalion, 4th Air Defense Artillery Regiment, in Ansbach (Stryker M-SHORAD)
      - 5th Battalion, 7th Air Defense Artillery Regiment, in Baumholder (MIM-104 Patriot)
      - 1st Battalion, 57th Air Defense Artillery Regiment, in Ansbach (Stryker M-SHORAD)
      - 11th Missile Defense Battery, in Kürecik, Türkei
      - 13th Missile Defense Battery, in Mount Keren, Israel

  - 21st Theater Sustainment Command, in Kaiserslautern
    - 7th Engineer Brigade, in Ansbach
      - 15th Engineer Battalion, in Grafenwöhr

    - 16th Sustainment Brigade, in Baumholder
      - 16th Sustainment Brigade Special Troops Battalion, in Baumholder
      - 18th Combat Sustainment Support Battalion, in Grafenwöhr
      - 39th Movement Control Battalion, in Kaiserslautern

    - 18th Military Police Brigade, in Grafenwöhr
      - 709th Military Police Battalion, in Grafenwöhr

    - 30th Medical Brigade, in Sembach
      - 519th Hospital Center, in Kaiserslautern
      - 421st Medical Battalion, Multifunctional, in Baumholder

    - 405th Army Field Support Brigade, in Kaiserslautern
      - Army Field Support Battalion Africa, in Livorno, Italien
      - Army Field Support Battalion Benelux, in Eygelshoven, Niederlande
      - Army Field Support Battalion Germany, in Vilseck
      - Army Field Support Battalion Mannheim, in Mannheim
      - Logistics Readiness Center Ansbach, in Ansbach
      - Logistics Readiness Center Bavaria, in Grafenwöhr (Detachments in Vilseck, Hohenfels, und Garmisch)
      - Logistics Readiness Center Benelux, in Chièvres, Belgien
      - Logistics Readiness Center Rheinland-Pfalz, in Kaiserslautern (Detachments in Baumholder, und Sembach)
      - Logistics Readiness Center Stuttgart, in Stuttgart
      - Logistics Readiness Center Italy, in Vicenza, Italien
      - Logistics Readiness Center Wiesbaden, in Wiesbaden
      - Army Oil Analysis Program Europe, in Kaiserslautern
      - Army Test, Measurement, and Diagnostic Equipment Activity, in Kaiserslautern
      - Base Support Operations Transport Division, in Kaiserslautern

    - 409th Contracting Support Brigade, in Kaiserslautern
      - 928th Contracting Battalion, in Grafenwöhr
      - Theater Contracting Support Center, in Kaiserslautern
      - Regional Contracting Office Benelux, in Brüssel, Belgien
      - Regional Contracting Office Stuttgart, in Stuttgart
      - Regional Contracting Office Stuttgart, in Wiesbaden

    - 7th Mission Support Command, in Kaiserslautern, Reserveeinheiten)
      - 361st Civil Affairs Brigade, in Kaiserslautern
        - 457th Civil Affairs Battalion, in Grafenwöhr

      - 510th Regional Support Group, in Kaiserslautern
        - 83rd Combat Sustainment Support Battalion, in Kaiserslautern
        - 446th Movement Control Battalion, in Kaiserslautern

      - 7th Intermediate Level Education Detachment, in Grafenwöhr
      - 88th Chaplain Detachment, in Grafenwöhr
      - 89th Chaplain Detachment, in Kaiserslautern
      - 209th Digital Liaison Detachment, in Wiesbaden
      - 221st Public Affairs Detachment, in Kaiserslautern
      - 319th Military History Detachment, in Sembach
      - 589th Engineer Detachment, in Kaiserslautern
      - 2500th Digital Liaison Detachment, in Vicenza, Italien
      - 773rd Civil Support Team, in Kaiserslautern
      - Medical Support Unit – Europe, in Kaiserslautern

    - Area Support Group – Balkans, in Ferizaj, Kosovo
    - Area Support Group – Black Sea, am Flughafen Mihail Kogălniceanu, Rumänien
    - Area Support Group – Poland, in Poznań, Polen
    - 1st Theater Personnel Operations Center, in Kaiserslautern
    - 266th Financial Management Support Center, in Kaiserslautern
    - Theater Logistics Support Center – Europe, in Kaiserslautern

  - 7th Army Training Command, in Grafenwöhr
    - Combined Arms Training Center, in Vilseck
    - Grafenwöhr Training Area, in Grafenwöhr
    - International Special Training Center, in Pfullendorf
    - Joint Multinational Readiness Center, in Hohenfels
    - Joint Multinational Simulation Center, in Grafenwöhr
    - Joint Multinational Training Group Ukraine, in Yavoriv, Ukraine
    - Noncommissioned Officers Academy, in Grafenwöhr
    - Training Support Activity Europe, in Grafenwöhr
    - Georgia Defense Readiness Program – Training, in Vaziani, Georgien

  - US Army NATO Brigade, in Sembach
    - AFNORTH Battalion, in Mons, Belgien, unterstützt US Army Personal bei:
      - North Atlantic Treaty Organization, NATO-Hauptquartier in Brüssel, Belgien
      - US Mission to NATO, in Brüssel, Belgien
      - Allied Command Operations, ACO, in Mons, Belgien
      - Allied Air Command, AIRCOM, Ramstein Air Base,
      - Allied Joint Force Command Brunssum, JFC-BR, in Brunssum, Niederlande
      - Allied Maritime Command, MARCOM, in Northwood Headquarters, Vereinigtes Königreich
      - Allied Rapid Reaction Corps, ARRC, in Innsworth, Vereinigtes Königreich
      - 1. Deutsch-Niederländisches Korps, 1(GE/NLCorps, in Münster
      - Multinational Corps Northeast, MNC-NE, in Szczecin, Polen
      - NATO Rapid Deployable Corps – France, NRDC-France, in Lille, Frankreich
      - NATO Special Operations, NATO SpecOps, in Mons, Belgien
      - NATO Communications and Information Agency, NCIA, in Brüssel und Mons, Belgien, und Den Haag, Niederlande
      - Joint Warfare Centre, JWC, inn Stavanger, Norwegen
      - Joint Electronic Warfare Core Staff, JEWCS, in Yeovilton, Vereinigtes Königreich
      - Joint Force Training Centre, JFTC, in Bydgoszcz, Polen
      - Cooperative Cyber Defence Centre of Excellence, CCD COE, in Tallinn, Estland
      - Joint Chemical, Biological, Radiological, and Nuclear Defence Centre of Excellence, JCBRN COE, in Vyškov, Tschechien
      - Military Engineering Centre of Excellence, MILENG COE, in Ingolstadt

    - AFSOUTH Battalion, in Lago Patria, Italien unterstützt US Army Personal bei:
      - Allied Command Transformation, ACT, in Norfolk, Vereinigte Staaten
      - Allied Joint Force Command Naples, JFC-NP, in Lago Patria, Italien
      - Allied Land Command, LANDCOM, in Izmir, Türkei
      - NATO Rapid Deployable Corps – Greece, NRDC-GR, in Thessaloniki, Griechenland
      - NATO Rapid Deployable Corps – Italy, NRDC-IT, in Solbiate Olona, Italien
      - NATO Rapid Deployable Corps – Spain, NRDC-SP, in Valencia, Spanien
      - NATO Rapid Deployable Corps – Turkey, NRDC-T, in Istanbul, Türkei
      - NATO Communications and Information Systems School, NCISS, in Latina, Italien
      - Joint Analysis and Lessons Learned Centre, JALLC, in Lissabon, Portugal
      - Counter Improvised Explosive Devices Centre of Excellence, C-IED COE, in Madrid, Spanien
      - Defense Against Terrorism Centre of Excellence, DAT COE, in Ankara, Türkei
      - 2nd NATO Signal Battalion, 2NSB, Grazzanise Air Base, Italien

  - 19th Battlefield Coordination Detachment, Ramstein Air Base, unterstützt das 603d Air and Space Operations Center der Third Air Force
    - 348th Ground Liaison Detachment, Lakenheath Air Base, Vereinigtes Königreich
    - 349th Ground Liaison Detachment, Aviano Air Base, Italien
    - 547th Ground Liaison Detachment, Spangdahlem Air Base

  - US Army Europe and Africa Band and Chorus, in Sembach
  - US Army Flight Operations Detachment, in Wiesbaden

Weitere Einheiten der US Army in Europa:
- 2nd Theater Signal Brigade, in Wiesbaden
  - 39th Strategic Signal Battalion, in Chievres, Belgien
  - 44th Expeditionary Signal Battalion, in Baumholder
  - 52nd Strategic Signal Battalion, in Stuttgart
  - 102nd Strategic Signal Battalion, in Wiesbaden
  - 6981st Civilian Support Group, in Germersheim
- 66th Military Intelligence Brigade, in Wiesbaden
  - 1st Military Intelligence Battalion (Aerial Exploitation), in Wiesbaden
  - 2nd Military Intelligence Battalion, in Wiesbaden
  - 24th Military Intelligence Battalion (ISR), in Wiesbaden
  - 323rd Military Intelligence Battalion (Reserveeinheit), in Fort Meade, Maryland
  - 709th Military Intelligence Battalion, at RAF Menwith Hill, Vereinigtes Königreich
- 598th Transportation Brigade, in Sembach
  - 838th Transportation Battalion, in Kaiserslautern
  - 839th Transportation Battalion, in Livorno, Italien
- Installation Management Command – Europe, in Sembach
  - US Army Garrison Ansbach
  - US Army Garrison Bavaria
  - US Army Garrison Benelux
  - US Army Garrison Italy
  - US Army Garrison Poland
  - US Army Garrison Rheinland-Pfalz
  - US Army Garrison Stuttgart
  - US Army Garrison Wiesbaden
- Medical Readiness Command, Europe, in Sembach
  - Landstuhl Regional Medical Center
  - SHAPE Healthcare Facility
  - US Army Health Clinic Ansbach
  - US Army Health Clinic Baumholder
  - US Army Health Clinic Brussels
  - US Army Health Clinic Grafenwöhr
  - US Army Health Clinic Hohenfels
  - US Army Health Clinic Kaiserslautern
  - US Army Health Clinic Stuttgart
  - US Army Health Clinic Vicenza
  - US Army Health Clinic Vilseck
  - US Army Health Clinic Wiesbaden
- US Army Medical Materiel Center, Europe, in Kaiserslautern
- US Army Corps of Engineers – Europe District, in Wiesbaden
- 5th Military Police Battalion, CID, in Kaiserslautern

## Liste der Kommandierenden Generale (USAREUR-AF)

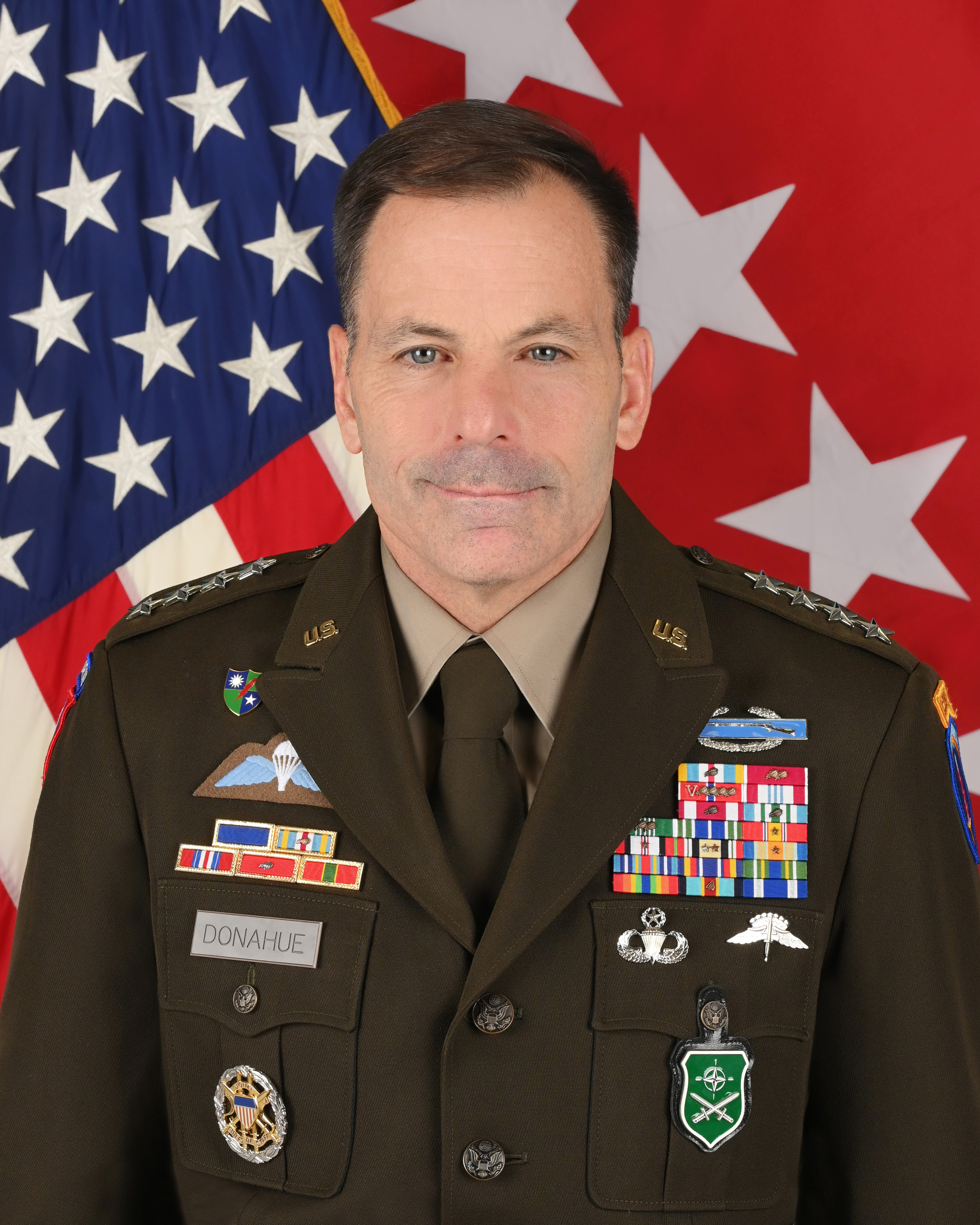
Chris Donahue (2022)

| Name | Beginn der Berufung | Ende der Berufung  |
| --- | ------------------- | ------------------ |
| Christopher T. Donahue | 10. Dezember 2024   |                    |
| Darryl A. Williams | 28. Juni 2022       | 10. Dezember 2024  |
| Christopher Cavoli | 18. Januar 2018     | 28. Juni 2022      |
| Frederick B. Hodges | 5. November 2014    | Januar 2018        |
| Donald M. Campbell | 1. Dezember 2012    | 5. November 2014   |
| Mark Hertling | 8. März 2011        | 1. Dezember 2012   |
| Carter F. Ham | 28. August 2008     | 8. März 2011       |
| Gary D. Speer (interim) | 2. Mai 2008         | 28. August 2008    |
| David D. McKiernan | 15. Dezember 2005   | 2. Mai 2008        |
| Burwell B. Bell | 3. Dezember 2002    | 14. Dezember 2005  |
| Montgomery C. Meigs | 10. November 1998   | 3. Dezember 2002   |
| Eric K. Shinseki | 5. August 1997      | 10. November 1998  |
| William W. Crouch | 19. Dezember 1994   | 5. August 1997     |
| David M. Maddox | 9. Juli 1992        | 19. Dezember 1994  |
| Crosbie E. Saint | 24. Juni 1988       | 9. Juli 1992       |
| Glenn K. Otis | 15. April 1983      | 23. Juni 1988      |
| Frederick J. Kroesen | 29. Mai 1979        | 15. April 1983     |
| George S. Blanchard | 30. Juni 1975       | 29. Mai 1979       |
| Michael S. Davison | 26. Mai 1971        | 29. Juni 1975      |
| Arthur S. Collins Jr. (interim) | 20. März 1971       | 26. Mai 1971       |
| James H. Polk | 1. Juni 1967        | 20. März 1971      |
| Andrew P. O’Meara | 18. März 1965       | 1. Juni 1967       |
| Paul L. Freeman, Jr. | 1. Mai 1962         | 18. März 1965      |
| Bruce C. Clarke | 20. Oktober 1960    | 1. Mai 1962        |
| Clyde D. Eddleman | 1. April 1959       | 20. Oktober 1960   |
| Henry I. Hodes | 1. Mai 1956         | 1. April 1959      |
| Anthony C. McAuliffe | 1. Februar 1955     | 1. Mai 1956        |
| William M. Hoge | 29. September 1953  | 1. Februar 1955    |
| Charles L. Bolte | 1. April 1953       | 29. September 1953 |
| Manton S. Eddy | 12. August 1952     | 1. April 1953      |
| Unter Thomas T. Handy wurde die 7. US-Armee reaktiviert, übernahm viele Aufgaben der US Army Europe und hatte denselben Kommandeur |                     |                    |
| Thomas T. Handy | 24. November 1950   | 12. August 1952    |
| 7. US-Armee zwischen 1947 und 1950 aufgelöst                                                                                       |                     |                    |
| Oscar W. Griswold | 11. Juni 1946       | 15. März 1947      |
| 7. US-Armee am 31. März 1946 aufgelöst und später für 10 Monate reaktiviert                                                        |                     |                    |
| Geoffrey Keyes | September 1945      | 31. März 1946      |
| Wade H. Haislip | Juni 1945           | August 1945        |
| Alexander M. Patch | 2. März 1944        | Juni 1945          |
| Mark Wayne Clark | 1. Januar 1944      | 2. März 1944       |
| George S. Patton | 10. Juli 1943       | 1. Januar 1944     |

## Liste der Kommandierenden Generale der 7. Armee (1950–1966)
Vor der endgültigen Verschmelzung der Hauptquartiere von USAREUR und der 7. Armee im Jahr 1966 hatte die 7. Armee folgende Kommandeure.
| Name                    | Beginn der Berufung | Ende der Berufung |
| ----------------------- | ------------------- | ----------------- |
| Manton S. Eddy          | 1950                | 1952              |
| Charles L. Bolte        | 1952                | 1953              |
| William M. Hoge         | 1953                | 1953              |
| Anthony McAuliffe       | 1953                | 1954              |
| Henry I. Hodes          | 1954                | 1956              |
| Bruce C. Clarke         | 1956                | 1958              |
| Clyde D. Eddleman       | 1958                | 1959              |
| Francis William Farrell | 1959                | 1960              |
| Garrison H. Davidson    | 1960                | 1962              |
| John C. Oakes           | 1962                | 1963              |
| Hugh P. Harris          | 1963                | 1964              |
| William W. Quinn        | 1964                | 1966              |

Ab Dezember 1966 vereinigte der jeweilige oben angeführte Kommandeur von USAREUR beide Kommandoposten in Personalunion.